# 19 Batterij Speciale Opdrachten

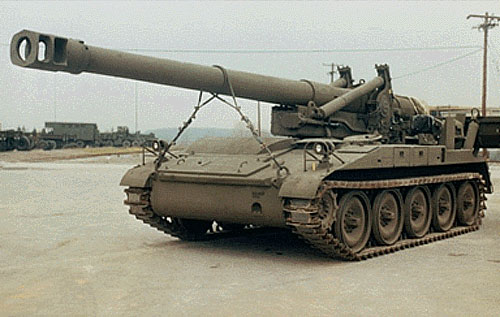
M110 203 mm houwitser

19 Batterij Speciale Opdrachten (19 BSO) was een artillerie-eenheid van de Koninklijke Landmacht die gedurende een korte periode van 1989 tot 1992 heeft bestaan. De eenheid was gelegerd op de Luitenant-kolonel Tonnetkazerne, in ’t Harde. De taken van deze batterij bestonden uit het transporteren, beveiligen, schietklaar maken en verschieten van (Amerikaanse) 203 mm nucleaire artilleriegranaten. De batterij had geen eigen houwitsers, maar maakte gebruik van 8 inch (203 mm) gemechaniseerde houwitsers (M110) van andere eenheden. 
De granaten lagen tot 1992 opgeslagen in het Speciale Wapendepot Doornspijk, vlak bij 't Harde. Dit depot werd beveiligd door 425 Infanterie Beveiligingscompagnie "Van Heutsz" dat eveneens op de Tonnetkazerne gelegerd was.
De eenheid werd opgericht omdat verondersteld werd dat een vijand (het Warschaupact) zich bij een conflict eerst zou richten op het uitschakelen van nucleaire eenheden. Als slechts één of enkele afdelingen nucleaire opdrachten konden uitvoeren, was de kwetsbaarheid groot. Daarnaast had de NAVO in 1983 in het Canadese Montebello het besluit genomen om circa 1.400 kernwapens uit Europa terug te trekken. De NAVO wilde het verkleinde nucleaire arsenaal een betere bescherming bieden. Een oplossing was het inrichten van een eenheid (of eenheden) die het bevel over één of meerdere vuurmonden van een willekeurige conventionele afdeling over kon nemen, om daarmee dan een nucleaire vuuropdracht uit kon voeren. Als zodanig was elke M110 vuurmond daarmee “dual capable” gemaakt worden en werd de kwetsbaarheid drastisch verminderd. 
Concrete invulling werd eind jaren 80 gegeven aan dit idee door de oprichting van 19 BSO. Personeel en materieel voor deze batterij was afkomstig van 19 Afdeling Veldartillie (19 Afdva), dat daarna verder door het leven ging als een gewone conventionele afdeling en omgenummerd werd tot 108 afdeling veldartillerie (108 Afdva).
19 BSO bestond uit "mission teams" en "liaison teams". Het "liaison-team" zou naar een van de vier afdelingen 8 inch (203 mm) gemechaniseerde houwitsers gaan (zijnde 107, 108, 117, 118 Afdeling Veldartillerie) om daar een vuurmond over te nemen. Het "mission-team" zou vervolgens de nucleaire artilleriegranaten ter plaatse brengen en afvuren. Ter ondersteuning had de 19 BSO een eigen verbindingsgroep, bestaande uit vier viertonners met radioshelters (2× EZB en 2× Meteo) en enkele voertuigen voor eventuele draadverbindingen.
Met het einde van de Koude Oorlog en de verdere nucleaire ontwapening, werd 19 BSO begin jaren 90 overbodig. De batterij werd op 19 februari 1992 opgeheven.